# Пальмин, Игорь Анатольевич
Игорь Анатольевич Пальмин (род. 7 января 1933, Сталинград) — советский и российский фотограф, журналист, исследователь русского авангарда. Известен как автор серий об архитектуре модерна, летописец «Другого искусства». Лауреат Государственной премии России в области литературы и искусства (2003).

## Биография
Идея здания, заложенная в проекте, мысль архитектора, предшествующая реализации, незримо присутствовали в объектах, перед которыми я устанавливал треногу с камерой.
Родился 7 января 1933 года в Сталинграде (ныне г. Волгоград).
В 1955 году окончил геологический факультет Воронежского государственного университета.
В 1958—1964 годах учился во ВГИКе на заочном отделении (операторский факультет).
С 1958 года работал теле- и кинооператором на телевидении в г. Воронеже.
1962—1967 — работал кинооператором в Лаборатории научно-прикладной фотографии и кинематографии Академии наук СССР.
1967—1971 — работал оператором научного кино и редактором отдела науки Центрального телевидения.
С 1966 года занимается фотографией, работал над серией портретов «неофициальных» художников и других представителей «альтернативной культуры».
С 1971 года работает как фотограф в издательствах «Искусство», «Советский художник», «Советский писатель».
С 1980 года начал работать на архитектурную тему.
В начале 2000-х годов был штатным фотографом Государственного музея изобразительных искусств имени А. С. Пушкина.
Путь к архитектурной теме начался у Пальмина с репродуцирования проектной графики советских архитекторов-авангардистов 20-х годов. Архитектура, как самостоятельная тема, утвердилась в период работы для книги Е. Борисовой и Г. Стернина «Русский модерн».
По-прежнему, в первую очередь, опираясь на глаз, фотограф подсознательно контролировал увиденное смыслом, который привык извлекать, разглядывая чертежи. Мастер признаёт приоритет объекта по отношению к фотографу.
Главную специфическую особенность фотографии как искусства, Пальмин видит в её документальности, способности достоверно фиксировать реальность. Возможность увековечить происходящее — то, что изначально пленяло в фотографии — остается её главным достоинством.
Художественная жизнь времён символизма, модернизма, футуризма и конструктивизма исследуется и фиксируется мастером через архитектуру. Его снимки лишены какой-либо манерности, поисков авторского почерка. В них преобладают прямые «фасадные» точки, отсутствуют неточные ракурсы, активные приёмы доработки негативов и отпечатков.
Несмотря на использование широкого спектра современной аппаратуры и оптики, химии и пр., фотографии Игоря Пальмина всегда выглядят как соответствующие тому, как видит человеческий глаз. Автор считает, что это и есть «честная фотография», к которой он стремится.
Игорь Пальмин считает себя в первую очередь «книжным» фотографом. Результаты его работы напечатаны в десятках книг и журналов по искусству в России и за рубежом.
За книги «Русский модерн» и «Русский неоклассицизм» И. Пальмин награждён Государственной премией в области литературы и искусства (2003).

## Отзывы критики
«Игорь Пальмин — один из крупнейших наших фотографов, ветеран и летописец „другого искусства“. Игорь Пальмин — в своих портретных работах — привычен к психологическому диалогу, может, поэтому так диалогичен характер его взаимоотношений с архитектурой»— Александр Боровский

«Глаз Пальмина любовно и детально ощупывает архитектуру и живущие в ней предметы. Чувствуется, что это не первая встреча, а давнее прочное знакомство, постоянные возвраты, которые на самом деле никогда не повторяются…»— Анатолий Стригалёв

## Личная жизнь
Сын — Юрий Пальмин.

## Избранные выставки
- 2013 — «В сторону света», Фотогалерея имени братьев Люмьер, Москва[11]
- 2010 — «Иконы 1960-80-х», Фотогалерея имени братьев Люмьер, Москва
- 2003 — «Московский фотограф», Фотогалерея имени братьев Люмьер, Москва
- 2003 — «Чёрно-белое кино». Документальная фотография, Галерея Кино, Малый манеж, Москва
- 2002 — «Фотография в интерьере», Фотогалерея имени братьев Люмьер, Москва
- 2002 — «Past Perfect» Государственный литературный музей, Москва
- 1992 — «Фотографии разных лет», Дом зрелищ «Ля Беллон», Брюссель
- 1992 — «Архитектурные памятники», Русский музей, Санкт-Петербург
- 1991 — «Другое искусство», Государственная Третьяковская Галерея, Москва

## Отдельные издания
- «Александр Веснин», издательство Филипп Серс, Париж
- «Русский модерн», издательство Регар, Париж
- «Русский модерн». Издательство Советский художник, Москва
- «Иван Леонидов», издательство Академия, Лондон
- Игорь Пальмин. Past Perfect / Авт.-сост. Ф. Балаховская, И. Лебедева, А. Обухова, А. Харитонова; [на рус. и англ. яз.]. — М.: Арт-Волхонка, Фонд культуры «Екатерина», 2011. — 440 с. — ISBN 978-5-904508-12-8.[12]